# Túrmezei kerület

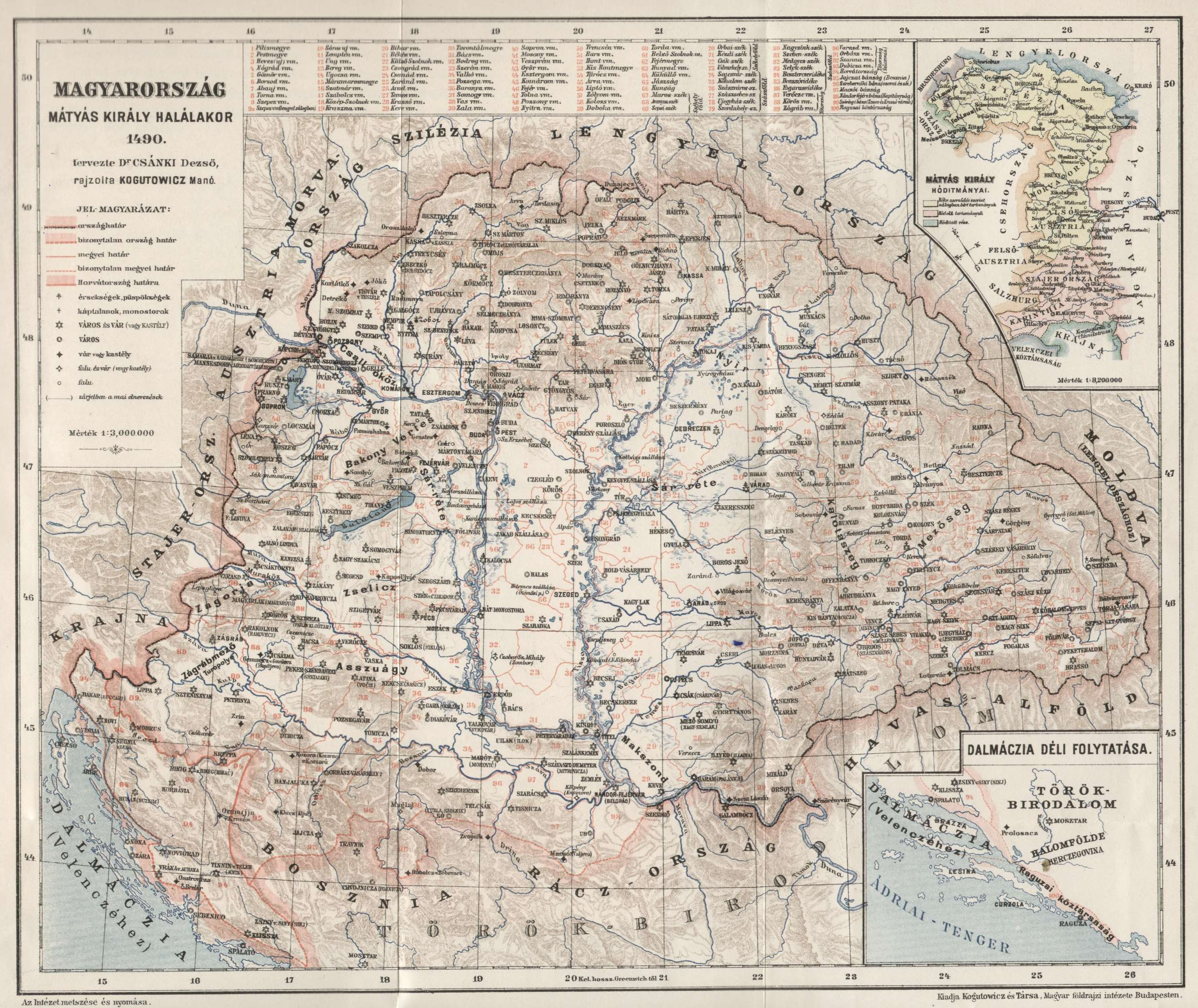
Csánki Dezső–Kogutowicz Manó: Magyarország Mátyás király halálakor, rajta: Zágrábmező Turopolye

A Túrmezei (turpolyai, tarpolyai) kerület a Magyar Királyság egykori különleges státusú közigazgatási egysége. A túrmezei nemesek saját közgyűlésükön választhatták meg tisztségviselőiket, igazságszolgáltatási és közigazgatási értelemben önállóságot élveztek Zágráb vármegyétől. Különállásuk egészen 1848-ig megmaradt.

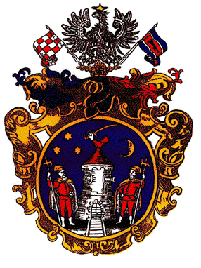
A Túrmezei kerület címere

## Fekvése
A Túrmezei kerület a Zágrábtól délkeleti irányban elterülő Túrmező (Turopolje) síkságát, a tőle délre emelkedő Vukomerici dombok középső részét egészen a Kulpamente középső részéig foglalta magában. Nyugatról a Zsumberki hegység, keletről a Kulpa és Száva összefolyásánál fekvő Sziszek városa határolta. A 19. század végén 31 községből állt, melyek 22 helyi hatóság alá tartoztak és mintegy 600 nemesi családot foglaltak magukban. Hosszúsága mintegy 45 km, szélessége 25 km, mely mintegy 600 km2 területre terjedt ki. A síkságot szántókkal és rétekkel váltakozó szép tölgyesek borítják, míg a Vukmerici dombokon szőlőültetvényekkel váltakozó bükkösök és nyírjesek találhatók. Ebből a földrajzi értelemben vett Túrmező síksága a Száva jobb partjától a Vukomerici dombokig ér. Legnagyobb települése, egyben székhelye a síkság közepén elterülő Velika Gorica (Nagygorica) városa volt.

## Története
A Túrmező síksága egykor erdővel sűrűn benőtt mocsaras terület volt. Neve az ószláv "tur" szótól ered, a mely a bikának, a pogány szlávok napistenének jelképe volt. Ez alapján kapta a nevét és ezért szerepel Velika Gorica városának címerében is a bika. A bőséges faanyag régen egyúttal az épületek alapanyagát is adta. Az itt élők saját szükségleteiket zöldség és gyümölcs termesztéssel, méhészettel és a vizekből kifogott halakkal fedezték. Az épületek kezdetben csak két helyiségből álló kis házak voltak, később nagyobb, tágasabb házakat építettek, melyek több helyiségből álltak és alkalmasak voltak akár 30-50 fős nagy családok befogadására is. Tetejüket rozsszalma vagy fazsindely fedte. Lakói a 13. század elejéig várjobbágyok voltak, akik a zágrábi várispánság alá tartoztak. 1225-ben IV. Béla még szlavón hercegként a zágrábi várhoz tartozó egyes jobbágyokat királyi szerviensekké emelt, akik mentesültek a várispánok joghatósága alól és a zágrábi mező (Campi Zagrabiensis, a 14. századtól Campus Turovo) nemeseinek közössége, azaz saját maguk által választott saját joghatóság (comes terrestris) alá kerültek. Kiváltságaikat az 1278. június 21-én Zágrábban tartott szábor foglalta törvénybe, majd IV. László király 1279-ben megerősítette. Az így megalakított Túrmezei nemesi kerület székhelye később Nagygorica lett. A túrmezei nemesek gyűléseiket kezdetben Szent György napján (április 24.), majd a 17. század elejétől Szent Lúcia napján (december 13.) tartották. Kiváltságaikat sikeresen megvédték később a Cilleiekkel szemben is. A Túrmező megjelölést először Ivan goricai főesperes 1334-ben a zágrábi káptalan statutumában haszlálja először "Item ecclesiae de Campo Turovo" alakban.
A 15. századtól a túrmezei nemesek szerepe a török egyre fokozódó betörései miatt jelentősen megnőtt. Az első török támadás a Túrmezőt 1422-ben érte. A védelem megerősítésére 1479-re felépítették Lukavec várát, amely védelmi funkcióján kívül a nemesi kerület értékeinek és főbb történeti dokumentumainak is őrző helye is lett. A nemesi kiváltságokat 1466-ban Mátyás király, majd 1524-ben II. Lajos is megerősítette. Nehéz időszak volt a kerület életében amikor 1478-ban Lukavec vára Medvevár urainak, a Bradenburgiak, majd a Zrínyiek részleges irányítása alá került és csak 1553-ban tért vissza teljesen a kerület irányítása alá. A 16. század közepétől a török támadások egyre erősödtek. Különösen nagy támadás zúdult a Túrmezőre 1556. augusztus 24-én, mely után 1560-ban a túrmezei nemesek 30 helységből érkezett képviselői a zágrábi káptalan előtt megújítva szövetségüket és írásba foglalva régi jogaikat kölcsönös segítség nyújtására kötelezték magukat. A túrmezei nemesség ekkor 113 nemes családot számlált. Az ekkor alkotott statútumot 1570-ben Draskovich János horvát bán is elismerte, majd 1582-ben Rudolf király megerősítette. Amikor 1592-ben Hasszán boszniai pasa végigpusztította a Túrmezőt és mintegy 35000 lakost hurcolt rabságba számos ősi túrmezei család pusztult ki és nem maradt egyetlen ép falu sem. A támadások megszűnése annak a nagy győzelemnek köszönhető, melyet a horvát és császári katonaságból álló sereg 1593. június 22-én Sziszeknél aratott a török felett.
A nemesi gyűléseken és a választásoknál tapasztalt békétlenség és kaotikus állapotok miatt 1736-ban Eszterházy József horvát bán megszüntette az egyes személyeknek a nemesi kerület tisztségviselőinek megválasztására vonatkozó választási jogát és ezt a jogot ezután csak a bírók gyakorolhatták. A rendelet szerint a túrmezei nemesek békében legalább 120, háborús időkben 300 fős bandériumot voltak kötelesek állandóan készültségben tartani. Az új rendszabályokat a szábor 1749-ben erősítette meg. 1737-ben a túrmezei közösség III. Károlytól saját címert és pecsétet kapott, tagjai számára pedig hiteles helyként ismerték el. 1765-ben felépült Nagygoricán a kerület székháza. 1782-ben II. József megszüntette a nemesi kerületet és Zágráb vármegye fennhatósága alá rendelte. 1787-ben megépült a Túrmezőt hosszában átszelő főút, mely Zágrábból Velika Goricán és Sziszeken át egészen Petrinjáig vezetett. II. József halála után 1790-ben azonban újra visszaállították és a nemesek 1809-ben már részt vettek a napóleoni háborúk idején elrendelt nemesi felkelésben. A vesztes győri csata és az osztrákok wagrami veresége után, a schönbrunni békeszerződés értelmében a Túrmező a Illír tartományok részeként közvetlen francia birodalmi irányítás alá került 1813-ig, amikor az osztrákok visszafoglalták. Elveszítette önállóságát, melyet teljesen csak a 1822-ben szerzett vissza, amikor a Habsburg Illír Királyságtól visszacsatolták a Horvát Királysághoz. Nagygorica újra a kerület székhelye lett és a szábor visszaállította ősi jogaikat, így a gyűléseken való részvétel és választás jogát is.

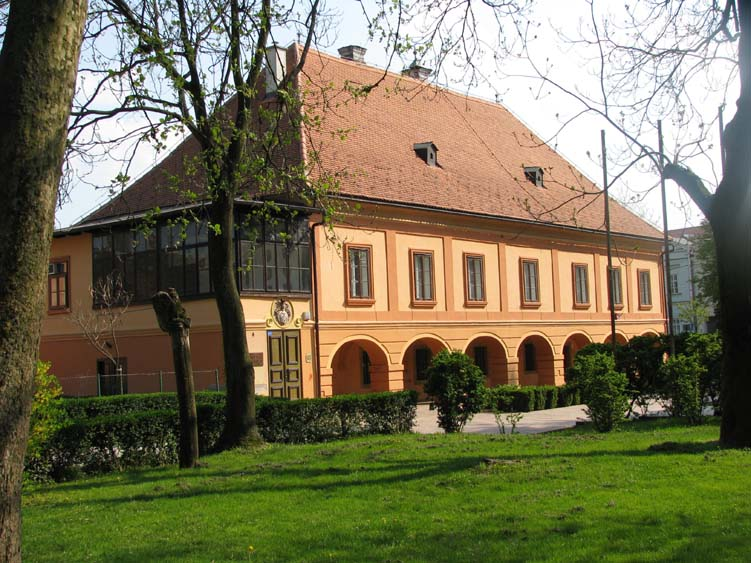
A kerület egykori székháza Velika Goricán, ma a Turopolje Múzeum épülete

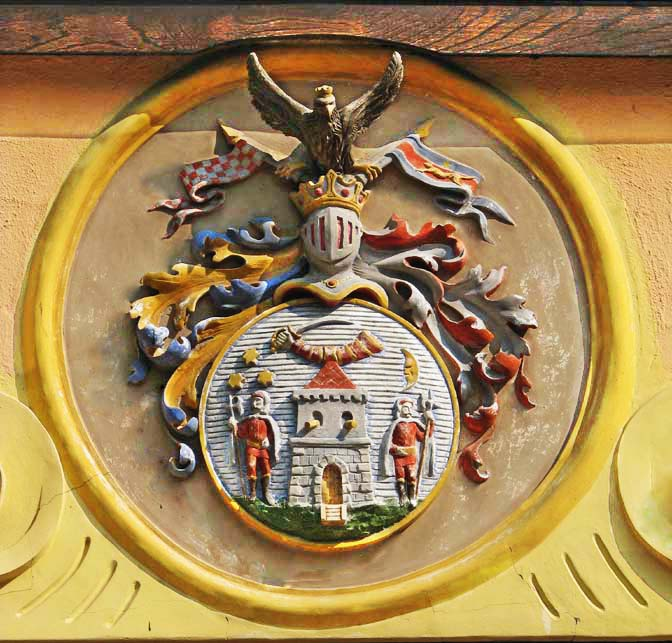
A nemesi kerület címere egykori székházán

A nemzeti mozgalmak kibontakozása idején a túrmezei nemesség két pártra szakadt. A Josipović ispán vezette magyarpárti szárny a nagyobb önállóságért, a horvát-szlavón fennhatóságtól való függetlenedés mellett harcolt, míg az illír szárny Jelačić bánt és a horvát nemzeti törekvéseket támogatta. 1843. december 9-én Zágrábban a két párt hívei tettlegesen is összecsaptak, mely során a magyar párt tagjai közük két főt megöltek, a többieket pedig (főként túrmezei nemeseket) elűzték a városból. 1845. július 28-án a vármegye tisztújításán viszont a magyarpártiak győztek, és a kerület közvetlen a magyar országgyűlés fennhatósága alá került, ezzel azonban a horvát tartományi gyűlésen való részvételi jogukat elveszítették. A vesztes illír párt és a katonaság összecsapásában 17 főt öltek meg. 1848. március 16-án Josipivić túrmezei ispán is tagja volt a magyar országgyűlés követeléseit Bécsbe vivő küldöttségnek. Április 11-én az országgyűlés az ősiség törvényét megszüntetve a kerületet is Zágráb vármegyéhez csatolta, ezzel függetlensége megszűnt. Április 19-én Jelačić horvát bán a kerület 24 magyar érzelmű bíráját magához hívatta és a nem engedelmeskedőket rögtön ítélő bíróság elé állíttatta. Április 25-én a nem engedelmeskedő lakosságot megtámadta és a megalakított nemzetőrséget lefegyverezte, a kerület nagygoricai székházára kitűzték a horvát zászlót. Az 1848–49-es szabadságharcban a túrmezei nemesség többsége a magyarok ellen harcolt, amit általában a horvát nemzeti tudat feléledésével magyaráznak. A magyar szabadságharc leverése után a Túrmezei Kerületet Zágráb vármegyébe olvasztották be és bár 1861-től bírói intézményként újra működött, de 1874-ben ez is megszűnt. Az 1895. május 1-jei törvény teljesen újra szabályozta a kerületet. Az ispán csupán korlátozott (békebírói) jogkörrel rendelkezett földközösségi örökösödési perekben és a Horvát tartománygyűlés virilis tagja maradt. 1918-ban Horvátország részeként az újonnan alakult Szerb-Horvát-Szlovén Királysághoz került, melyet a trianoni béke szentesített. Az 1922. április 26-i törvény a Szerb-Horvát-Szlovén Királyság területét újjászervezte és a Túrmezei nemesi kerületet végleg megszüntette.

## A kerület közigazgatása
A kerület élén ősidők óta az ispán (turopoljei gróf) állt, akinek 1687-től 1848-ig a magyar országgyűlésben is helyet biztosítottak. Később virilis tagja volt a horvát tartományi gyűlésnek, a mely rendszerint beválasztotta a magyar országgyűlésre küldött tagok közé. Helyettese az alispán (algróf) volt. A kerület további tisztviselői a nemesi sereg kapitánya, a tizenkét táblabíró, a jegyző, az ügyész, a várnagy és az erdőőrök (lugari) voltak, akik a 24 községi képviselővel együtt képezték a közgyűlést. A közgyűlés Nagygoricán tartotta üléseit. A tisztújítást évenként Lukavec várában tartották, ahol az ispánt is megválasztották. A kerület hivatalos címerét és pecsétjét 1737-ben III. Károlytól kapta. A 18. század végén a kapitány vezetése alatt 300 fős nemesi csapatot alakított tagjaiból, mely Draganić község fegyvereseivel együtt alkotta a túrmezei nemesi bandériumot. A francia háborúk idején 1813-ban a császár az "illír légio" címet adományozta nekik.
A kerület közigazgatása két járásból (kotar) a hegyi (horvátul Vrhovlje, latinul montes S. Catherinae) és a mezei (horvátul Polje, latinul Campus) járásból állt. Mindkét járás kisebb területi egységekből, a judikátusokból (bíróság) állt, melyeket egy vagy több falu alkotott. A judikátusok élén a bírók (iudex) álltak. A mezei járás judikátusi székhelyei Buševec, Velika Gorica, Mala Gorica, Hrašće, Kobilić, Kuče, Kurilovec, Donja Lomnica, Gornji i Donji Lukavec, Velika Mlaka, Mraclin, Pleso és Rakitovec voltak. A hegyi járás judikátusi székhelyei Bukovčak, Cerovski Vrh, Cvetković Brdo, Dragonožec, Dubranec, Gustelnica, Prvonožina és Vukomerić voltak. Az egész kerület élén az ispán (székhelye Nagygorica) állt, közvetlenül alá tartozott a mezei járás, míg az alispán csak a hegyi járást (székhelye Dubranec) igazgatta.

## Turopoljsko Jurjevo
A túrmezeiek hagyományos nagy ünnepe a Turopoljsko Jurjevo, azaz Szent György napja. Az ünnep pogány eredetű, eredetileg a tavasz ünnepe, az új élet szimbóluma volt, mely a kereszténység felvétele után a hozzá közeli Szent György ünnepével (április 24) olvadt egybe. Szent György nap előestéjén tüzet gyújtottak és a fölkoszorúzott fiatalok régi dalokat énekelve ugráltak át rajta. Hajnalban a fiúk és a lányok fejükön friss virágkoszorúval, kezükben zászlókkal házról házra járva körmenetet tartottak, miközben régi, a pogány korra emlékeztető dalokat énekeltek melyek mindig a „kiroles” (kyrie eleison) szóval végződtek.
Az ünnep a kommunizmus idején tiltott volt, az 1980-as években élesztették fel újra. Az ünnep előestéjén ma is tűzgyújtás előzi meg. Az ünnep misével kezdődik, melyet felvonulás követ, majd kulturális program következik, a végén pedig mulatságba torkollik.

## Külső hivatkozások
- A Túrmező honlapja
- Velika Gorica hivatalos oldala
- Velika Gorica turisztikai egyesületének honlapja
- Vármegyék és szabad kerületek I-II. Debrecen 2001. – Rokay Péter: A Túrmezei kerület. Archiválva 2015. április 2-i dátummal a Wayback Machine-ben